# Tabuina
Tabuina – rodzaj pająków z rodziny skakunowatych i podrodziny Spartaeinae. Obejmuje dwa opisane gatunki. Występują endemicznie na Nowej Gwinei.

## Morfologia
U zmierzonych samców długość karapaksu wynosi od 2,6 do 2,9 mm, a długość opistosomy (odwłoka) od 2,8 do 3,3 mm. U zmierzonych samic długość karapaksu wynosi od 3,4 do 3,5 mm, a długość opistosomy od 4,3 do 4,4 mm. Są to duże rozmiary jak na przedstawicieli plemienia. Ośmioro oczu rozmieszczonych jest w trzech poprzecznych szeregach. Szczękoczułki nie są wydłużone, a na sklerycie intercheliceralnym brak pośrodkowego rogu. Krawędzie szczękoczułków przednia i tylna u obu płci mają po trzy ząbki. Nogogłaszczki samca osiągają duże rozmiary i cechują się skomplikowaną budową. Bulbus charakteryzuje się dużą apofyzą medialną z hakiem na wierzchołku oraz silnie zesklerotyzowanym konduktorem, otulającym czubek embolusa. Genitalia samicy cechują się przewodami kopulacyjnymi wchodzącymi do spermatek od strony grzbietowej oraz epigynum z dwoma położonymi w części tylnej otworkami.

## Ekologia i występowanie
Oba gatunki występują endemicznie na Nowej Gwinei w północnej części krainy australijskiej. T. varirata znany jest z Parku Narodowego Varirata w Prowincji Centralnej Papui-Nowej Gwinei, gdzie spotykany był na wysokości około 740 m n.p.m, oraz z Mount Kaindi w prowincji Morobe tego kraju. T. baiteta znany jest natomiast z Baiteta Forest w prowincji Madang w tym samym kraju.
Pająki te zasiedlają lasy. T. varirata znajdywano na drzewach iglastych, przypuszczalnie obłuszynach (Dacrydium), rosnących na przesiece. T. baiteta spotykano w koronach drzew zdominowanych przez Celtis latifolia.

## Taksonomia
Takson ten wprowadzony został w 2009 roku przez Wayne'a Maddisona na łamach Zootaxa. Nazwa rodzajowa pochodzi od słowa tabui, oznaczającego w języku koairi „pająk”. Maddison zaliczył do rodzaju trzy opisane w tej samej publikacji gatunki, typowym wyznaczając T. varirata. W 2020 roku Tamás Szűts i współpracownicy przenieśli jeden z nich, T. rufa, do rodzaju Waymadda, przy czym już Maddison zaznaczał, że gatunek ten może wymagać w przyszłości transferu.
Do rodzaju tego należą dwa opisane gatunki:
- Tabuina baiteta Maddison, 2009
- Tabuina varirata Maddison, 2009

Rodzaj ten pierwotnie umieszczono w podrodzinie Cocalodinae. Po rewizji systematyki skakunowatych z 2015 roku takson ten ma status plemienia (Cocalodini) w obrębie podrodziny Spartaeinae, obejmując także rodzaje Allococalodes, Cocalodes, Cucudeta, Depreissia, Waymadda oraz Yamangalea.